# 최광제
최광제(1985년 8월 6일 ~ )는 대한민국의 배우이다.

## 학력
- 우석대학교 연극학과
- 무사시노가쿠인대학 국제커뮤니케이션학

## 출연작

### 영화
- 《노량: 죽음의 바다》 (2023년) - 데라자와 히로타카 역
- 《범죄도시 3》 (2023년) - 이상철 역 (첫 천만영화)
- 《더블패티》 (2021년) - 이훈정 역
- 《광대들: 풍문조작단》 (2019년) - 말보 공연 관객 1 역
- 《마약왕》 (2018년) - 종순이남편 역
- 《암수살인》 (2018년) - 덩치 1 역
- 《퍼니시먼트》 (2017년)
- 《심장박동조작극》 (2017년) - 재원 역
- 《마스터》 (2016년) - 사채 역
- 《목격자》 (2015년) - 정 형사 역
- 《연애, 그 후》 (2015년) - 민우 역
- 《레볼루션》 (2015년) - 최 선생 역
- 《차형사》 (2012년) - 디자이너 랭보최 역

### 드라마
- 《메스를 든 사냥꾼》 (2025년, U+모바일tv) - 장혁근 역
- 《돼지의 왕》 (2022년, 티빙) - 안정희 역
- 《배드 앤 크레이지》 (2021년, tvN) - 염근수 역
- 《달이 뜨는 강》 (2021년, KBS2) - 양책 역
- 《도도솔솔라라솔》 (2020년, KBS2) - 추민수 역
- 《유별나! 문셰프》 (2020년, 채널A) - 방다훈 역
- 《수상한 장모》 (2019년, SBS) - 최연호 역
- 《쌉니다 천리마마트》 (2019년, tvN) - 빠야족 족장 피엘레꾸 역
- 《이몽》 (2019년, MBC) - 무라이 역
- 《열혈사제》 (2019년, SBS) - 안톤 역
- 《미스터 션샤인》 (2018년, tvN) - 일본군 하사 야마다 역
- 《미스 마 - 복수의 여신》 (2018년, SBS) - 고말구 역
- 《드라마 스테이지 - B주임과 러브레터》 (2017년, tvN)
- 《더 패키지》 (2017년, JTBC) - 점술가 역
- 《듀얼》 (2017년, OCN) - 백실장 역
- 《초인가족 2017》 (2017년, SBS) - 진상취객 역
- 《나만의 당신》 (2014년, SBS) - 대포폰 사장 역
- 《총각네 야채가게》 (2011년, 채널A) - 나창수 역

## 수상
- 2008년 제20회 거창국제연극제 대학뮤지컬부분 은상
- 2008년 제4회 GM대우 대학뮤지컬 페스티발 동상